# Бејс Лејк (Индијана)
Бејс Лејк (енгл. Bass Lake) насељено је место без административног статуса у америчкој савезној држави Индијана.

## Демографија
По попису из 2010. године број становника је 1.195, што је 54 (-4,3%) становника мање него 2000. године.
| Група             | 2000.         | 2010.         |
| Белци             | 1.223 (97,9%) | 1.132 (94,7%) |
| Афроамериканци    | 0 (0,0%)      | 4 (0,3%)      |
| Азијати           | 3 (0,2%)      | 2 (0,2%)      |
| Хиспаноамериканци | 14 (1,1%)     | 40 (3,3%)     |
| Укупно            | 1.249         | 1.195         |